# Сизиков, Василий Савельевич
Василий Савельевич Сизиков (1923—1962) — командир 76-мм орудия 244-го гвардейского стрелкового полка (82-я гвардейская стрелковая дивизия, 8-я гвардейская армия, вначале 3-й Украинский фронт, затем 1-й Белорусский фронт), гвардии сержант.

## Биография
Василий Савельевич Сизиков родился в крестьянской семье в селе Новотроицк (ныне — в Читинском районе Забайкальского края). Окончил 5 классов школы, работал в колхозе.
В 1942 году Читинским райвоенкоматом Читинской области был призван в ряды Красной армии. В том же году на фронтах Великой Отечественной войны. Воевал на Донском фронте под Сталинградом.
Во время Изюм-Барвенковской операции гвардии красноармеец Сизиков во время артподготовки 17 июля 1943 года огнём орудия разбил 4 дзота, 1 пулемётную точку и уничтожил склад с боеприпасами, чем дал стрелковым подразделениям продвинуться вперёд. Приказом по 244-му гвардейскому стрелковому полку от 8 августа 1943 года за мужество и героизм в боях против немецко-фашистских захватчиков он был награждён медалью «За отвагу».
В боях севернее города Николаев гвардии рядовой Сизиков с расчётом уничтожил 5 станковых пулемётов, одну автомашину с боеприпасами, разбил 18 повозок с военным имуществом и уничтожил около 70 солдат и офицеров противника. Приказом по 82-й гвардейской дивизии от 26 апреля 1944 года он был награждён орденом Славы 3-й степени.
В ходе Висло-Одерской операции при прорыве обороны противника на Вислинском плацдарме южнее Варшавы 14—15 января 1945 года командир орудия гвардии сержант Сизиков отразил 5 контратак противника, прямой наводкой истребил около 20 солдат противника и уничтожил 2 огневые точки, чем способствовал выполнению боевой задачи. Приказом по войскам 8-й гвардейской армии от 15 мая 1945 года он был награждён орденом Славы 2-й степени.
Командир орудия гвардии сержант Сизиков в бою за населённый пункт Ворин в 7 км к юго-западу от города Зелов 18 апреля 1945 года, выкатив орудие на прямую наводку, уничтожил 4 пулемётные точки и более 15 солдат противника.
20 апреля 1945 года при штурме населённого пункта Мюнхеберг его орудие уничтожило 2 пулемётные точки и 12 солдат противника, чем способствовало успешному выполнению боевой задачи. Приказом по войскам 8-й гвардейской армии от 18 мая 1945 года он был повторно награждён орденом Славы 2-й степени. Указом Президиума Верховного Совета СССР от 19 августа 1955 года он был перенаграждён орденом Славы 1-й степени.
Старший сержант Сизиков был демобилизован в марте 1947 года. Вернулся на родину, работал в совхозе бригадиром тракторной бригады.
Скончался 20 ноября 1962 года.